# Royne Chávez
Royne Elías Chávez García (Cúcuta, 19 de octubre de 1964-Bogotá, 22 de mayo de 2014) fue un policía colombiano.
Fue Jefe de Seguridad y Policía de Colombia durante el gobierno de Andrés Pastrana (1998-2002). Fue pastor del judaísmo mesiánico.

## Biografía
Royne Elías Chávez García nació en Cúcuta el 16 de octubre de 1964. Abandonado desde muy niño por su padre, se levantó en una familia muy humilde; desde los 5 años trabajó para ayudar a su mamá y sacarla adelante sufriendo humillaciones por parte de su familia. 
A sus 16 años ingresó a la Policía Nacional de Colombia y llegó al cargo de teniente coronel.
La Fiscalía de Colombia lo encontró culpable de enriquecimiento ilícito por un dinero que los socios con los que construyó un edificio aportaron y al pasar a manos de Chávez se volvió ilícito. Fue acusado y encontrado culpable de malversación de fondos, lo que le supuso pena de cárcel y la confiscación de sus propiedades. De acuerdo con la Fiscalía, Chávez se habría estado enriqueciendo de sus actividades ilegales.

Fue esposo de la cantante Marbelle desde 2001 hasta 2007, momento en que esta se divorcia de él debido al maltrato físico al que la sometía. La vida de Marbelle se llevó a la televisión en forma de telenovela bajo el título Amor sincero. Al final de su vida fue pastor del judaísmo mesiánico después de pasar tiempo en prisión, siendo a la vez criticado por su asistencia frecuente a casas de lenocinio en Bogotá.
Falleció el 22 de mayo de 2014 a los 49 años en Bogotá debido a un cáncer de laringe; y la última quimioterapia lo dejó muy débil y murió de neumonía.